# La dictadura del proletariado (Kautsky)

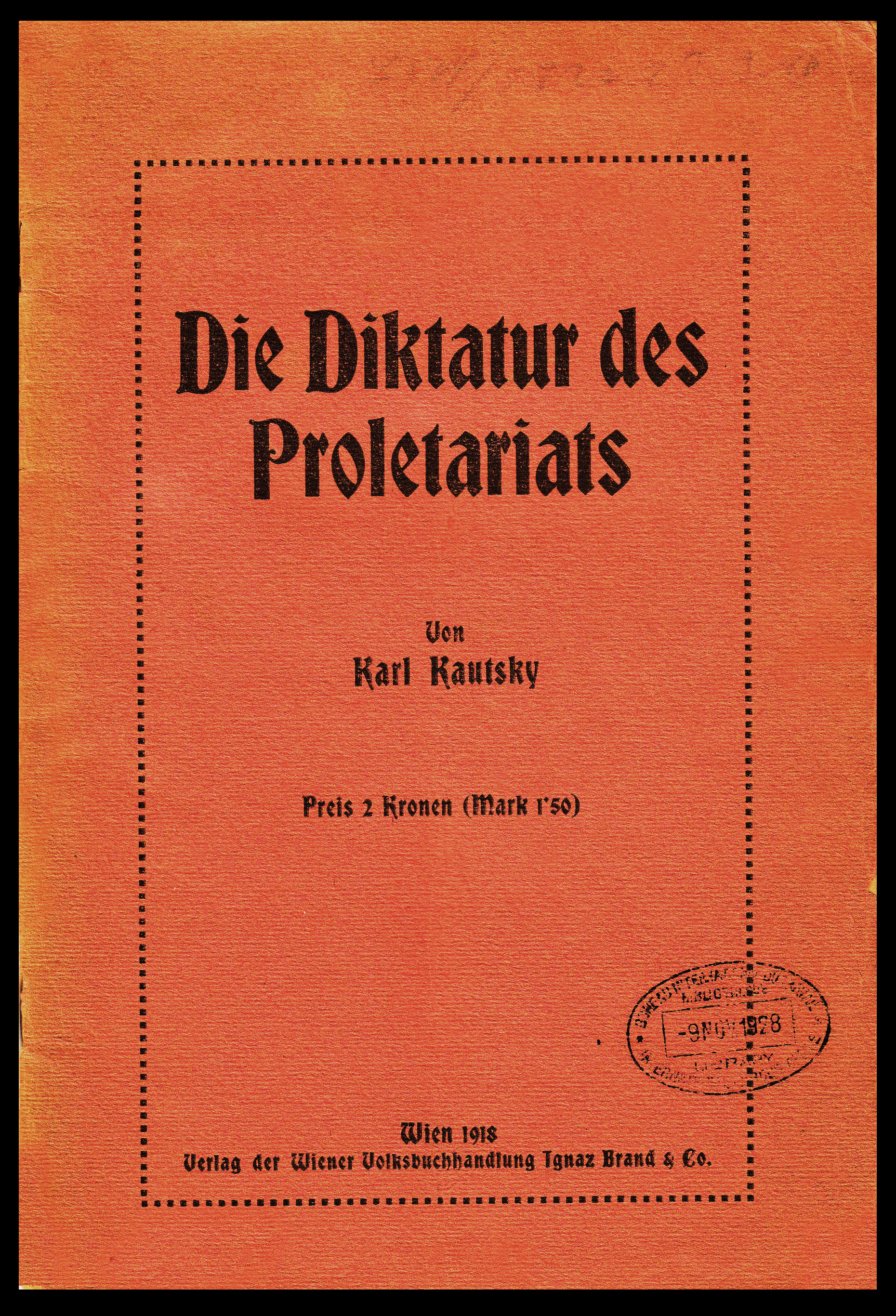
Die Diktatur des Proletariats de Karl Kautsky en 1918.

La dictadura del proletariado (publicado en alemán como Die Diktatur des Proletariats) es el nombre de un panfleto de 1918 del destacado marxista Karl Kautsky. La obra critica a los bolcheviques, argumentando que evitaron la democracia en favor de la fuerza militar al establecer la República socialista federativa soviética de Rusia.
En esta obra, Kautsky sostiene que "el antagonismo de los dos movimientos socialistas [es decir, el bolchevismo y el no bolchevismo] no se basa en pequeños celos personales: es el choque de dos métodos fundamentalmente distintos, el de la democracia y el de la dictadura". Kautsky concluye que la comprensión bolchevique de la "dictadura del proletariado" no promete "buenos resultados para el proletariado, ni desde el punto de vista teórico ni desde el de las condiciones especiales de Rusia".

## Respuesta y recepción
En respuesta a La dictadura del proletariado, Lenin escribió La revolución proletaria y el renegado Kautsky (1918), en el que Lenin sostenía que la Revolución rusa había procedido de la única manera posible y que había engendrado, en lugar de limitarla, la democracia. Posteriormente, Kautsky respondió al contraataque de Lenin con un segundo panfleto, Terrorismo y comunismo (1919), en el que sostenía que "los bolcheviques... sobrevivieron no como socialistas sino como arquitectos de un régimen burgués". León Trotsky respondió entonces a Kautsky con una obra también titulada Terrorismo y comunismo (1920).
El historiador Fernando Claudín caracterizó posteriormente La dictadura del proletariado y El terrorismo y el comunismo de Kautsky como "los dos textos básicos del asalto kautskyano al bolchevismo".